# A Dơi
A Dơi là một xã thuộc tỉnh Quảng Trị, Việt Nam.

## Địa lý
Theo thống kê năm 2019, xã A Dơi có diện tích 30,11 km², dân số là 2.243 người, mật độ dân số đạt 75 người/km².

## Hành chính
Xã A Dơi được chia thành 6 thôn: A Dơi Cô, A Dơi Đớ, Đồng Tâm, Prin Thành, Proi Xy, Xa Doan.
Ngày 16 tháng 6 năm 2025, Ủy ban Thường vụ Quốc hội ban hành Nghị quyết số 1680/NQ-UBTVQH15 về việc sắp xếp các đơn vị hành chính cấp xã của tỉnh Quảng Trị năm 2025  (nghị quyết có hiệu lực từ ngày 1 tháng 7 năm 2025)).. Theo đó, hợp nhất Xã Ba Tầng, Xã Xy vào xã A Dơi.